# إيفان مونتيرو
إيفان مونتيرو (بالبرتغالية: Ivan Monteiro‏) هو مدير ومهندس برازيلي، ولد في 1960 في ماناوس في البرازيل.